# Apororhynchus paulonucleatus
Apororhynchus paulonucleatus es un gusano parásito descrito por Hoklova y Cimbaluk en 1971, que pertenece al género Apororhynchus, y que se adhiere a las paredes intestinales de los vertebrados terrestres.

## Distribución
Apororhynchus paulonucleatus se adhieren sobre todo a los Locustella ochotensis, que se ubican en la península de Kamchatka, Rusia.

## Enlaces
Wikispecies tiene un artículo sobre Apororhynchus paulonucleatus
- Datos: Q3825911
- Especies: Apororhynchus paulonucleatus